# Eoasthena quilla
Eoasthena quilla là một loài bướm đêm trong họ Geometridae.